# Georg Westling
Pour les articles homonymes, voir Westling.
Georg Gustaf Westling est un skipper finlandais né le 24 août 1879 à Helsinki et mort le 14 novembre 1930 à Helsinki.

## Biographie
Georg Westling remporte la médaille de bronze olympique en classe 8 Metre sur le Lucky Girl aux Jeux olympiques d'été de 1912 à Stockholm, avec Arthur Ahnger, Emil Lindh, Bertil Tallberg et Gunnar Tallberg.